# Амламе
Амламе (фр. Amlamé) — город в регионе Плато на юге Того. Население 9 870 человек по переписи 2004 года (19 место в стране). Расположен на автомагистрали между Атакпаме (28.1 км) и Кпалиме — примерно в 70 км.
Амламе является галлизацией оригинального акпосского названия города Emla.